# ジュディ・クリスタル
ジュディ・クリスタル（JUDY CRYSTAL 本名:Andrea Delfino）は、イタリア出身のミュージシャン。
89年～92年にSaifamでFunky Sistersや、Barby Youngという名義を使って活動した後、94年～97年にHi-NRG Attackで多数の曲のボーカルを担当した。
2000年代にははイタリアのLed Records傘下の、EUROBEAT MASTERSにてJUDY CRYSTAL名義で数曲を発表。そしてLed Recordsから独立したDavide Di Marcantonioが設立したDIMA MUSICに移籍。
現在はSaifamやHi-NRG Attackで共に活動していたRoberto Gabrielliが設立したGReurosoundにて本名のAndrea Delfino名義にて活動している。

## 主な曲
- BOOM BOOM BOOM
- BABY LOVE ME
- JUMPING TO HEAVEN
- Magic Butterfly
- NORI NORI NORI
- TOKYO ALL READY
- Through The Fire（カバー)
  - ORIGINAL：THROUGH THE FIRE / CHAKA KHAN
- UP WHERE WE BELONG(カバー)
  - ORIGINAL：UP WHERE WE BELONG / Joe Cocker and Jennifer Warnes
- GOD OF ROMANCE (カバー)
  - ORIGINAL：ロマンスの神様 / 広瀬香美
- YOU CAN'T HURRY LOVE(カバー)
  - ORIGINAL：YOU CAN'T HURRY LOVE / Diana Ross & The Supremes
- TELL ME WHY
- DOCTOR I'M CRAZY FOR LOVE

| スタブアイコン | サブスタブ | この項目は、まだ閲覧者の調べものの参照としては役立たない、音楽関係者（バンド等）に関連した書きかけの項目です。この項目を加筆・訂正などしてくださる協力者を求めています（P:音楽/PJ:芸能人）。 |